# Syngrapha borea
Syngrapha borea là một loài bướm đêm trong họ Noctuidae.